# Букава
Букава — река в России, протекает в Карсунском районе Ульяновской области. Правый приток реки Сухая Карсунка.

## География
Река Букава берёт начало в лесах у села Сосновка. Течёт на восток. Устье реки находится у села Новое Погорелово в 6,7 км по правому берегу реки Сухая Карсунка. Длина реки составляет 25 км, площадь водосборного бассейна — 209 км². В 17 км от устья, по правому берегу реки впадает река Букаево.

## Данные водного реестра
По данным государственного водного реестра России относится к Верхневолжскому бассейновому округу, водохозяйственный участок реки — Сура от Сурского гидроузла и до устья реки Алатырь, речной подбассейн реки — Сура. Речной бассейн реки — (Верхняя) Волга до Куйбышевского водохранилища (без бассейна Оки).
Код объекта в государственном водном реестре — 08010500312110000037293.